# 2018 în Algeria
Acest articol prezintă evenimente marcante din anul 2018 în Algeria .

## Decese
- 7 iulie – Hacène Lalmas⁠(d), fotbalist (născut în anul 1943).
- 11 iulie –Abdelkhader Houamel⁠(d), pictor (născut în anul 1936).